# Урф
Урф (араб. عُرْف‎ —  «обычай»; «обычное право»‎) — один из источников исламского права (фикх), представляющий собой традиционно распространённые в исламском обществе мнения. Применение урфа в исламском праве возможно в том случае, если нет буквальных доказательств в Коране и сунне.
С точки зрения ханафитского мазхаба урф — это то, что люди совершают согласно установившимся традициям и то, что не осуждается разумными людьми. В качестве доводов для использования урфа мусульманские правоведы приводят 233 аят суры аль-Бакара и 6 аят суры ан-Ниса. Абу Ханифа и Мухаммад аш-Шайбани считали, что если урф противоречит Корану и сунне, то он становится незаконным. Абу Юсуф считал, что если какое-то положение в Коране и сунне основано на урфе, то с изменением урфа меняется и правовое решение.
Урф делится на несколько видов:
- урф-сахих — это обычай, не противоречащий Корану и Сунне. Данный вид урфа мусульманские богословы позволяется применять в качестве доказательства.
- урф-фасид — это обычай, противоречащий Корану и Сунне. Этот вид урфа запрещено принимать в качестве доказательства[1].
- урф-ам — обычаи всех людей, проживающих в одной стране.
- урф-хас — обычай, распространённый в отдельной части страны, среди отдельных групп людей.
- урф-кавли — обычай определённой группы людей использовать слово или фразу в значении, отличающемся от их лексического значения.
- урф-амали — обычай совершать поступки, действия определённым образом[2].